# Baby Action
Albums de Scandal
Temptation Box
(2010) Queens Are Trumps
(2012)
Singles
1. Scandal Nanka Buttobase
Sortie : 6 octobre 2010
2. Pride
Sortie : 9 février 2011
3. Haruka
Sortie : 20 avril 2011
4. Love Survive
Sortie : 27 juillet 2011

Baby Action (stylisé BABY ACTION) est le troisième album studio du groupe japonais Scandal sorti le 10 août 2011.

## Singles
Le premier single s'intitule Scandal Nanka Buttobase et sort le 6 octobre 2010, il se classe à la 3e position dans les charts japonais et se vend à 35 772 exemplaires.
Pride est le second single extrait de l'album Baby Action et est publié le 9 février 2011, la chanson titre du single est utilisée pour l'anime Star Driver: Kagayaki no Takuto en tant que second générique de fin. Le single Pride se positionne 7e et s'écoule à  16 579 copies vendues. Le single se classe également à la première position au Billboard dans la catégorie « Animation ».
Le troisième single Haruka sort le 20 avril 2011 et sert pour la bande originale du film de Shinmei Kawahara, Tōfu kozō. Le single se classe à la 3e position à l'Oricon et s'écoule à 21 974 exemplaires, il atteint également la même position au Billboard, toujours dans la catégorie « Animation ».
Le groupe est invité à la convention américaine AM² à Anaheim en Californie au début du mois de juillet 2011, et pour l'occasion, Scandal présente leur dernier single, Love Survive. Le single sort le 27 juillet 2011 et se classe à la 11e position totalisant 13 507 copies écoulées.

## Liste des titres
| No  | Titre                                   | Paroles                        | Musique                   | Arrangement(s)  | Durée |
| --- | --------------------------------------- | ------------------------------ | ------------------------- | --------------- | ----- |
| 1.  | GLAMOROUS YOU                           | Hidenori Tanaka, Mami Sasazaki | Hidenori Tanaka           | Keita Kawaguchi | 4:06  |
| 2.  | Sono Toki, Sekai wa Kimi Darake no Lane | Suto Hisashi                   | Shigekazu Aida            | Shigekazu Aida  | 3:12  |
| 3.  | LOVE SURVIVE                            | Hidenori Tanaka, Haruna Ono    | Hidenori Tanaka           | Atsushi         | 3:42  |
| 4.  | Sparkling                               | Hidenori Tanaka, Tomomi Ogawa  | Hidenori Tanaka           | Atsushi         | 3:51  |
| 5.  | BURN                                    | Rina Suzuki, Hiroshi Inui      | Hiroshi Inui              | Youtorilon      | 5:19  |
| 6.  | Appletachi no Dengon                    | Tomomi Ogawa, Yuichi Tajika    | Yuichi Tajika             | Keita Kawaguchi | 4:18  |
| 7.  | Tokyo Skyscraper                        | Rina Suzuki, Toru Hidaka       | Toru Hidaka               | Toru Hidaka     | 4:38  |
| 8.  | Pride                                   | Hidenori Tanaka, Tomomi Ogawa  | Hidenori Tanaka           | Keita Kawaguchi | 4:31  |
| 9.  | Haruka                                  | Hidenori Tanaka, Haruna Ono    | Hidenori Tanaka           | Keita Kawaguchi | 5:07  |
| 10. | SCANDAL Nanka Buttobase                 | Aki Yoko                       | Uzaki Ryudo               | Takeshi Fuji    | 3:29  |
| 11. | Very Special                            | Tomomi Ogawa                   | Tomomi Ogawa, Rina Suzuki | Keita Kawaguchi | 4:44  |
| 12. | one piece                               | Rina Suzuki, Yuichi Tajika     | Yuichi Tajika             | Company (R&B)   | 5:54  |

## Composition du groupe
Scandal
- Haruna Ono - guitare, chants (principal)
- Tomomi Ogawa - basse, chants (2e voix)
- Mami Sasazaki - guitare solo, chants (3e voix)
- Rina Suzuki - batterie, chants (4e voix)

Musiciens supplémentaires
- Sae (Bye Bye Boy!) - saxophone sur Appletachi no Dengon (アップルたちの伝言?)
- Tomomi Sekiguchi - trompette sur Appletachi no Dengon (アップルたちの伝言?)
- r.u.ko (The Beaches) - claviers sur Tokyo Skyscraper